# Liptena homeyeri
Liptena homeyeri är en fjärilsart som beskrevs av Herman Dewitz 1884. Liptena homeyeri ingår i släktet Liptena och familjen juvelvingar. Inga underarter finns listade i Catalogue of Life.